# Po Phaok The
Po Phaok The (? - 1835) hoặc Nguyễn Văn Thừa (阮文承) là lãnh tụ chính thức sau cùng của tiểu quốc Panduranga, tại vị từ 1828 đến 1832.

## Tiểu sử
Chính trường Panduranga dưới triều Minh Mệnh hết sức rối ren. Năm 1822, Po Saong Nyung Ceng (tức Nguyễn Văn Chấn, người được đưa lên ngôi vì góp công phò vua Gia Long phục quốc) mất, Lê Văn Duyệt đề nghị cho con trai ông là Cei Phaok The kế nghiệp, nhưng Minh Mệnh muốn lập Bait Lan là một người thân cận với mình hơn.
Thừa dịp triều đình Huế bất đồng về việc chọn tân vương Panduranga, Ja Lidong nổi dậy và tôn lập Po Klan Thu. Triều đình Huế phái quân thứ đi đánh dẹp và bắt được Po Klan Thu đem về giam lỏng tại kinh đô, Ja Lidong dựa vào địa hình phức tạp của Thuận Thành trấn để quấy nhiễu quân đồn trú. Bất đắc dĩ, Minh Mệnh phải công nhận Po Klan Thu là lãnh tụ Panduranga, nhưng yêu cầu ông ta trừng trị phiến quân Ja Lidong.
Năm 1828, tin Po Klan Thu mất được loan truyền từ Thuận Thành; trong khi Minh Mệnh chưa kịp quyết thì Lê Văn Duyệt mau chóng đưa Cei Phaok The lên ngôi với vương hiệu Po Phaok The, đồng thời phong phó vương cho Cei Dhar Kaok. Từ đó, Panduranga chỉ phụng cống cho quan tổng trấn Gia Định mà không đoái hoài triều đình Huế. vô hình trung, Panduranga bị kẹp giữa cuộc xung đột Minh Mệnh - Lê Văn Duyệt.
Trong nội bộ chính phủ Panduranga cũng không nhất quán về cách cư xử của Po Phaok The, vì trước sau gì xứ này cũng không đủ sức kháng cự nếu gây mếch lòng hai thế lực đó. Một số quan chức của Po Phaok The ra mặt phản đối kịch liệt và yêu cầu ông hòa hoãn với triều đình Huế. Khoảng đầu năm 1832, nhân khi tình hình sức khỏe của Lê Văn Duyệt có biểu hiện suy sụp, Minh Mệnh đế sai người đi bắt Po Phaok The và Po Dhar Kaok về giam cầm tại Huế. Vua ban cho Po Phaok The, tên Tiếng Việt Nguyễn Văn Thừa (阮文承), phong tước Diên Ân bá (延恩伯), lại ban tên Nguyễn Văn Nguyên cho Po Dhar Kaok, đều phải an trí ở kinh đô. Chưa đầy một tháng sau, Lê Văn Duyệt từ trần, không còn mối lo nào nữa, vua hạ lệnh xóa sổ quy chế Thuận Thành trấn, đặt Bình Thuận phủ và cử quan trực tiếp trấn nhậm. Sự kiện này được giới sử học coi là đánh dấu kết lịch sử tự trị của người Panduranga cũng như Champa.
Năm 1834, Quản cơ, hàm Vệ úy Nguyễn Văn Thừa bị Đỗ Văn Hoan tố cáo về việc thông đồng với Lê Văn Khôi. Sau đó, cả Nguyễn Văn Thừa và Nguyễn Văn Nguyên (Po Dhar Kaok) bị tống giam.
Sau khi Po Phaok The bị bắt giam, một số tu sĩ như Katip Sumat và Ja Thak Wa kêu gọi quần chúng nổi dậy, nhưng đều chóng bị đánh tan.
Nhằm tháng 4 năm Ất Mùi (1835), sau khi dẹp được cuộc khởi nghĩa Ja Thak Wa, Minh Mệnh đế hạ lệnh xử giảo Po Phaok The và Po Dhar Kaok.

Sử nhà Nguyễn ghi:
Năm 1835 ... Thổ dân Bình Thuận khởi biến. Trước đây, khi Thuận Thành đã đổi đặt làm phủ huyện, sau đó Nguyễn Văn Thừa và Nguyễn Văn Nguyên bị bắt vì việc thông đồng với giặc bị phát giác. Thuộc hạ của chúng là Cai đội Nguyễn Văn Giảng, phân tri 分知 Mai Văn Văn sợ vạ lây, liền liên kết với bọn cai, phó tổng Trúc Văn Lân, Long Văn Thiêm và Lâm Văn Bình âm mưu làm phản. Chúng đúc ấn nguỵ, đặt quan chức nguỵ (nguỵ tuân chức cũng như người Kinh gọi là mưu chủ ; nguỵ tả hữu phan dung cũng như Kinh gọi là tả, hữu tướng quân; nguỵ cai đội cũng như Kinh gọi là chưởng cơ ; nguỵ lâu lang cũng như Kinh gọi là tiền phong, nguỵ thứ quan, nguỵ kha nhi, cũng như Kinh gọi là đội trưởng, nguỵ kha nô cương cũng như Kinh gọi là thứ đội trưởng), dụ dỗ dân Thuộc Man hợp với thổ dân làm giặc, đông đến vài nghìn người lấn xuống các địa hạt Giang Man, Phù Trường (thuộc huyện Tuy Định), Xuân Vi, Lịch Mô (đều là tên thôn thuộc huyện Hoà Đa), cướp bóc giết chóc dân Kinh. Tỉnh phái thí sai Quản cơ Tả cơ Thuận – Ngãi là Dương Văn Khoa và Phó quản cơ Hữu cơ là Trương Văn Bính mang quân đi tiễu chém được đầu giặc Man, 4 đầu thổ phỉ và bắt được 13 tên thổ phỉ; còn đều trốn chạy vào rừng. án sát Phan Phu đem việc tâu lên.
...

Ất Mùi, Minh Mệnh năm thứ 16 [1835], mùa hạ, tháng 6 ... Dòng dõi vua nước Chiêm Thành là bọn Nguyễn Văn Thừa 阮文承 [Po Phaok The], Nguyễn Văn Nguyên 阮文元 [Po Dhar Kaok] phạm tội, bị giết. Trước đây, việc thông với giặc bị phát giác, Thừa đã nhận tội cả, còn Nguyên vẫn giảo quyệt, chối quanh. Bộ Hình đem án dâng lên, chậm vài tháng. Đến đây, vua dụ rằng: “Nguyễn Văn Thừa, Nguyễn Văn Nguyên đều là dòng dõi vua Chiêm Thành, ông cha chúng đời chịu ơn nước. Gần đây, ta lại sai dựng miếu Chiêm Thành, sắp phong tước mới để việc thờ cúng được dài mãi đời đời. Cái nghĩa nối lại dòng dõi đã đứt, gây lại họ đã tàn, tai mắt người ta đều thấy, nghe cả đó. Thế mà bọn chúng mang lòng như kiêu kính [Con kiêu 梟 ăn thịt mẹ, con phá kính 破獍 (giòng muông) ăn thịt bố, con phá kính người ta còn gọi là nó là con kính 獍, vì thế nên gọi kẻ bất hiếu là kiêu kính 梟獍.], ngầm thông với giặc nghịch ở Phiên An. Thực tình việc này đã do Đỗ Văn Hoan khai ra rồi và đã phái viên chức tra hỏi, lại giao bộ Hình xét lại, khép vào hình phạt nặng, để xứng với tội. Ta còn nghĩ: vụ án này là án phản nghịch, tội đến cực hình, hoặc giả còn có một, hai điều ngờ trong trăm nghìn phần, nên chưa nỡ dùng ngay pháp luật. Nay xét ra Thổ Man Bình Thuận gây sự, trước đây, chém được 2 tên phạm đều là thân thuộc và người làng bọn kia. Gần đây lại bắt được giặc Man là Đinh Mỗ xưng rằng Tiêm Vô trước ở Phiên An, đưa thư của nghịch Khôi cho Nguyễn Văn Thừa nhận lấy. Thế thì bọn chúng âm mưu làm trái phép. Việc đã rõ ràng, đích xác, há nên còn để lâu ngày, trì hoãn việc giết ? Vậy, Nguyễn Văn Thừa, Nguyễn Văn Nguyên tức thì lăng trì xử tử, chặt đầu bêu 3 ngày ; tòng phạm là bọn Nguyễn Văn Lầy, Nguyễn Văn Bộ đều chém đầu”.

## Dấu ấn
Ariya Po Phaok là một tác phẩm văn vần nằm trong Archives royales du Champa, gồm 202 câu thơ viết bằng Akhar thrah mang ký hiệu CM-29, hiện được lưu trữ tại bảo tàng Société Asiatique de Paris. Ngoài Đại Nam thực lục thì đây là nguồn sử liệu xác đáng về cuộc đời Po Phaok The.

## Sách tham khảo
- Champa dưới triều đại Po Phaok The
- Lịch sử 33 năm cuối cùng của quốc gia Champa
- Về trái sầu riêng Lưu trữ ngày 20 tháng 4 năm 2016 tại Wayback Machine
- Tìm hiểu cộng đồng Chăm tại Việt Nam

- Quốc sử quán triều Nguyễn, Đại Nam thực lục (tập 02, 03, 04). Bản dịch của Trung tâm khoa học xã hội và nhân văn quốc gia, Viện sử học Quốc sử quán triều Nguyễn, Tổ Phiên dịch Viện Sử học phiên dịch. Nhà xuất bản Giáo Dục xuất bản năm 2007.
- Chữ Hán: Quốc sử quán triều Nguyễn, Đại Nam thực lục, đệ nhị kỷ.